# Мълчание
Тишина пренасочва насам.  За други значения вижте Тишина (пояснение).
Мълчанието или още безмълвието е липса на реч и на произнасяне/издаване на звуци, което предизвиква тишина. За тиха се смята среда, в която ако има звуци, те са под 20 децибела.

## Употреба в музиката
В музиката тишината се използва, за да разграничи отделни звукови периоди (особено отделни части от произведението), повечето нотни записи съдържат знаци за липса на звук и нейната продължителност, като възприето е периодите на мълчание или тишина да се означават с термина пауза – така както за всеки тон, звук или шум в музиката и има писмен знак наречен нота, и за паузите има съответен знак носещ същото название-пауза.
При изпълнитеското изкуство паузите има точно фиксирана продължителност неспазването, на която би довела до разрушаване на ритъма, темпото и логичното развитие на музикалното произведение.
Като най-кратката единична пауза се смята 128-ина пауза, а като най-продължителна единична пауза – цяла пауза и бревис пауза (която е по рядко срещана).
В повечето случаи когато партията на някой глас или инструмент трябва да прекъсне се използват няколко паузи или се изписва с числа колко броя тактове трябва да продължи паузата, а не само една доста продължителна.
Ако целят състав трябва да прекъсне за известно време се използва така наречената генерал-пауза.
В крайна степен мълчанието е използвано в произведението на американския композитор на класическа постмодерна музика Джон Кейдж 4′33″, в което за изпълнителя са изписани само паузи.

## Ефект върху хората и животните
Продължителната тишина може да има негативен ефект върху състоянието на ума при хората и животните, в степен да ги кара да чуват звуци и неща и да говорят на себе си, за да прекъснат мълчанието. Повечето хора намират мълчанието за неудобно и дори, в най-крайна степен, непоносимо. В съвременното общество, особено обществата от западен тип, когато хората се срещат и говорят едни с други, те често повеждат безсъдържателни разговори, само за да избегнат моментите на мълчание и тишина. Все пак тишината и мълчанието са високо ценени в източните култури (например Китай – „Този, който знае, не говори. Този, който говори, не знае“ Лао Дзъ). Исихазмът в православието е мистична практика, чиято сърцевина е молитвата в безмълвие или мълчание.
В парапсихологията се ползва техника Ганцфелд, развита и от Джон Лили като „самадхи танк“ (flotation tank, isolation tank) или от Иван Павлов като сурдобарокамера („Сурдобарокамера СБК-48“), в основата на които стои сензорна депривация с цел изучаване реакцията на съзнанието на липсата на звуци и други дразнители.

## В реториката
Argumentum ex silentio (лат.) е аргумент, заключаващ на базата на тишината или липсата на отговор, или противно доказателство.